# روجيريو ميراندا سيلفا
روجيريو ميراندا سيلفا (بالبرتغالية: Rogério Miranda Silva‏) (24 ديسمبر 1984 في باراغوميناس في البرازيل – )؛ هو لاعب كرة قدم كان يلعب كلاعب وسط.

## وصلات خارجية
- روجيريو ميراندا سيلفا على موقع رابطة كرة القدم اليابانية للمحترفين (اليابانية)
- روجيريو ميراندا سيلفا على موقع قاعدة بيانات كرة القدم.إي يو (الإنجليزية)
- روجيريو ميراندا سيلفا على موقع Soccerway.com (الإنجليزية)
- روجيريو ميراندا سيلفا على موقع عالم كرة القدم.نت (الإنجليزية)